# Màng lục lạp
Màng của lục lạp là cấu trúc không thể thiếu để lục lạp hoàn thành chức năng quang hợp. Giống như ty thể, lục lạp cũng có một lớp màng kép (double-membrane envelope), gọi là vỏ lục lạp (chloroplast envelope), nhưng không như ty thể, lục lạp còn có thêm những cấu trúc màng nội bào quan gọi là thylakoid. Hơn nữa, một hoặc hai màng bổ sung có thể bọc quanh lục lạp trong những sinh vật trải qua sự kiện nội cộng sinh bậc hai, chẳng hạn euglenid và chlorarachniophyte.
Bào quan lục lạp phát sinh từ quá trình nội cộng sinh qua sự hòa hợp của một con vi khuẩn lam quang hợp vào tế bào nhân thực, một tế bào đã nhập hòa ty thể từ trước. Trải qua hàng triệu năm tiến hóa, vi khuẩn lam nội cộng sinh ấy đã tiếp hợp vào hệ cấu trúc và chức năng tế bào, vẫn lưu truyền DNA riêng và khả năng phân chia bằng cách phân cắt thành hai (chứ không nguyên phân), nhưng lại dứt bỏ "quyền tự chủ" khi chuyển một ít gen của nó vào hệ gen nhân.

## Màng vỏ
Mỗi màng vỏ là một lớp lipid kép dày khoảng 6 đến 8 nm. Ở lục lạp rau chân vịt, thành phần lipid của màng ngoài bao gồm 48% phospholipid, 46% galactolipid và 6% sulfolipid, trong khi màng trong lại chứa 16% phospholipid, 79% galactolipid và 5% sulfolipid.
Màng ngoài thấm hầu hết ion và những chất chuyển hóa, nhưng màng trong lại chuyên hóa cao việc thấm với protein vận chuyển. Ví dụ, cacbohydrat được chuyển vận xuyên màng vỏ trong qua một triose phosphate translocator. Hai màng vỏ cách xa nhau một khoảng hổng 10–20 nm, gọi là xoang gian màng.

## Màng thylakoid
Phía trong màng vỏ, trôi nổi trong chất dịch stroma, là một hệ thống những túi dẹt có màng bao thông liên với nhau, gọi là thylakoid. Màng thylakoid có thành phần lipid tương đối giống với màng vỏ trong, gồm 78% galactolipid, 15,5% phospholipid và 6,5% sulfolipid ở lục lạp rau chân vịt. Màng thylakoid bao bọc một khoang đơn chứa dịch liên tục gọi là xoang thylakoid (lumen).
Đây là nơi đảm nhận vai trò hấp thụ ánh sáng và tổng hợp ATP, cũng như khảm nhiều protein, trong đó gồm cả những phức hệ tham gia chuỗi chuyền điện tử. Các sắc tố quang hợp như chlorophyll a, b, c và một số loại khác như xanthophyll, carotenoid, phycobilin cũng được nhúng vào màng grana. Ngoại trừ chlorophyll a, tất cả những sắc tố liên hợp khác đều chỉ là "dạng phụ" và hỗ trợ thuyên chuyển năng lượng đến các phức hệ trung tâm phản ứng, gồm quang hệ I và II.
Những màng thylakoid chứa quang hệ I và II thu nhận năng lượng mặt trời nhằm đẩy electron lên trạng thái kích thích để rồi giải tỏa năng lượng ấy phục vụ chuỗi chuyền điện tử. Sự rơi tuột thế năng trong quá trình này được ứng dụng để kéo (không phải bơm) ion H+ từ xoang thylakoid vào bào tương vi khuẩn lam hoặc chất nền stroma lục lạp. Một dốc gradient H+ được hình thành, cho phép xảy ra hiện tượng hóa thẩm thấu. Tại thylakoid, phức hệ enzyme ATP-synthase xuyên màng trở thành một hệ chức năng kép, vừa là "cổng" hay kênh cho dòng chảy ion H+ tuôn trào, vừa là nơi xúc tác quá trình sinh tổng hợp ATP từ cơ chất ADP và ion PO43− vô cơ.
Các thí nghiệm đã cho thấy độ pH trong dịch stroma đạt khoảng 7,8, trong khi xoang thylakoid lại chỉ có 5. Điều này tương ứng với việc nồng độ ion H+ trong xoang gấp 600 lần chất nền. Luồng ion H+ xuôi dòng thông qua phức hệ xúc tác ATP-synthase. Hiện tượng hóa thẩm thấu này cũng xuất hiện ở ty thể.